# Луговой, Николай Дмитриевич
Луговой Николай Дмитриевич (27 декабря 1908, Старая Збурьевка, Таврическая губерния — 6 мая 1992, Симферополь) — советский партийный и хозяйственный деятель, в годы Великой Отечественной войны — комиссар отряда, бригады, Северного соединения партизан Крыма, писатель.

## Биография
Родился в селе Старая Збруевка (ныне — Голопристанского района Херсонской области) в семье рыбака. Член ВКП(б) с 1931 года. Первый секретарь Зуйского райкома ВКП(б) (1938—1941 годы).
Комиссар Зуйского партизанского отряда (командир — Андрей Антонович Литвиненко, погиб 9 марта 1942 года); заместитель командира Второго сектора партизанских отрядов по политчасти (командир сектора — майор Кураков); комиссар Партизанского движения Крыма (командующий — полковник М. Т. Лобов). Командир Второго сектора (с июня 1943 года), с июля 1943 года командир Первой бригады партизан Крыма. Его преемник на должности командира 1 бригады — капитан Федоренко Ф. И.
Комиссар Северного соединения партизан Крыма (с ноября 1943 года, командир соединения П. Р. Ямпольский), по совместительству — комиссар 5 бригады (1944 год, командир — Филипп Соловей). Член подпольного бюро Крымского обкома ВКП(б). Воинское звание — батальонный комиссар.
Заместитель секретаря Крымского обкома ВКП(б) (1944—1952 годы), директор областной партийной школы. Секретарь обкома ВКП(б) (1952—1953 годы). Заместитель председателя Крымоблисполкома (1953—1958 годы).
Первый помощник капитана морозильного рыболовецкого траулера «Жуковский», порт приписки Керчь (1959—1960 годы), дважды участвовал в Южно-Атлантических промысловых экспедициях.
В 1962—1963 годах руководитель отдела внешних экономических связей Крымского Совнархоза. С 1962 года пенсионер союзного значения.
Член Военно-научного общества. Первый заместитель председателя Правления Крымской областной организации Украинского общества охраны памятников истории и культуры.

## Сочинения
- «Побратимы. Партизанская быль», (Симферополь. Крым, 1965, 1985)
- Луговой Н. Д. Побратимы. — Киев: Политиздат Украины, 1985. — 542 с.
- «Говорят побратимы», (Крым, 1968)
- «Опаленное детство» Серия: Юные герои (М.: Молодая гвардия; 1984)
- Глава «О партизанском движении в Крыму 1941—1944 гг.» в книге «Крым в Великой Отечественной войне Советского Союза 1941—1945 гг.», (Крым, 1973)
- «Страда партизанская: 900 дней в тылу врага: Дневниковые записи» (Симферополь: ЧП «Эльиньо», 2004)

## Награды
Награждён Орденом Красного Знамени, Орденом Отечественной войны II степени (06.04.1985), медалями, в том числе: Медаль «Партизану Отечественной войны» I степени, Медаль «За оборону Севастополя», Медаль «За победу над Германией в Великой Отечественной войне 1941—1945 гг.»